# سباق الطريق المداري لأقل من 23 سنة في بطولة العالم لسباق الدراجات على الطريق 2017
سباق الطريق المداري لأقل من 23 سنة في بطولة العالم لسباق الدراجات على الطريق 2017 (بالفرنسية: Course en ligne masculine des moins de 23 ans aux championnats du monde de cyclisme sur route 2017)‏ هو سباق دراجات هوائية، وهو الموسم رقم 22 من السباق، وأقيم في 22 سبتمبر 2017، وامتدّ لمسافة 191 كيلومتر، وهو أحد سباقات بطولة العالم لسباق الدراجات على الطريق 2017، وقد شارك في السباق 178 متسابقاً ووصل إلى نهايته 121 متسابقاً.
فاز فيه بالمركز الأول بينوا كوسنيفروي، وبالمركز الثاني لينارد كامنا، وبالمركز الثالث Michael Carbel ‏.

## التصنيف العام النهائي
| التصنيف العام | التصنيف العام              | التصنيف العام   | التصنيف العام         | التصنيف العام |        |
| الدراج        | الدراج                     | البلد           | الفريق                | الوقت         | السرعة |
| ------------- | -------------------------- | --------------- | --------------------- | ------------- | ------ |
| 1.            | بينوا كوسنيفروي            | فرنسا           | أيه إل أم             | 4 س 48 د 23 ث |        |
| 2.            | لينارد كامنا               | ألمانيا         | سنويب                 | + 0 ث         |        |
| 3.            | Michael Carbel Svendgaard ‏ | الدنمارك        | Virtu Cycling         | + 3 ث         |        |
| 4.            | أوليفر وود (دراج)          | المملكة المتحدة | Wiggins               | + 3 ث         |        |
| 5.            | فينتشنزو ألبانيز           | إيطاليا         | Bardiani CSF          | + 3 ث         |        |
| 6.            | دامين توزي                 | فرنسا           | HP BTP-Auber 93       | + 3 ث         |        |
| 7.            | ماكس كانتر                 | ألمانيا         | Sunweb Development    | + 3 ث         |        |
| 8.            | Michał Paluta ‏             | بولندا          | CCC Sprandi Polkowice | + 3 ث         |        |
| 9.            | مارك داوني                 | جمهورية أيرلندا |                       |               |        |
| 10.           | أندرس سكارسيث              | النرويج         | Joker Icopal          | + 3 ث         |        |

## وصلات خارجية
- سباق الطريق المداري لأقل من 23 سنة في بطولة العالم لسباق الدراجات على الطريق 2017 على موقع إحصائيات الدراجات الإحترافية (الإنجليزية)